# Dasineura ericaescopariae
Dasineura ericaescopariae är en tvåvingeart som först beskrevs av Dufour 1837.  Dasineura ericaescopariae ingår i släktet Dasineura och familjen gallmyggor. Inga underarter finns listade i Catalogue of Life.